# 紫苑 (バンド)
紫苑（しおん）は2000年ごろに活動していた日本のヴィジュアル系ロックバンド。「純白のタキシード」と「深紅の薔薇」がトレードマーク。歌謡曲が主な音楽路線であり、代表曲に『ダーリング』、『ロマンチック・ゴーゴー』などがある。

## 経歴
- 1999年、 カモ、ヨースケ、ゲンが組んでいた初代紫苑からボーカル（瞬）やシンセシスト（Ryo）が脱退。メン募でアスタと出会い、二代目紫苑結成。横浜市を中心に活動を開始する。募集の際のキャッチフレーズは「西城秀樹求む」だった[1]。
- 2002年、アルバム『ロマンチック・ゴーゴー』をHYPERMIX RECORDSよりリリース。同年5月頃から、トレードマークである純白のタキシードを着るようになる[1]。
- 他アーティストのライブ会場周辺で精力的にチラシ配りを行っていたことから、BMGファンハウスの社員の目に留まる。チラシ配りはメジャーデビュー後も続けていた。2003年7月、ビデオ『愛と感動のビデオ　第1弾 Leｔ's アバンチュール』でBMGファンハウスよりメジャーデビュー[2]。
- 2004年、沢田研二のヒット曲『ダーリング』のカバーをリリース。カバージャケットに出川哲朗を起用した[2]。『銭形金太郎』（深夜時代）にビンボーさんとして出演する。
- 2005年6月26日、所属事務所による公式サイトにて、解散を発表。

## メンバー
アスタ（11月22日 - ） - 二代目ボーカル
現在は松原隆二とfull for wordsで活動中。
カモ（2月4日 - ） - ギター
旧芸名は鴨。学校法人イーエスピー学園専門学校ESPミュージカルアカデミー出身。
現在は歌謡バンドマグヴェリーとして活動中。
ヨースケ（12月3日 - ） - ベース
旧芸名は耀介。
ゲン（3月7日 - ） - ドラムス
旧芸名は絃。

## 旧メンバー
松田俊介（1月18日 - ） - 初代ボーカル
旧芸名は瞬。学校法人イーエスピー学園専門学校ESPミュージカルアカデミー出身。
後にOverride Number、ソロとして活動。
Ryo - シンセサイザー

## ディスコグラフィー

### インディーズ

#### カセットテープ
- 伽　（初代紫苑時代のテープ）

- マリア/「再会、そして約束を」
- 鬱の舞姫/P.T.S.D
- Dive to the sea from the moon/Vamp
- 世界の果てまで　（2000年11月23日横浜セブンスアベニューライブ会場配布限定）

#### CDシングル・アルバム
- 次世代的歌謡楽園紫苑 蒼版（2000年12月5日）

1. 最後の情景
2. 鎖
3. 嘘の引鉄

- 次世代的歌謡楽園紫苑 朱版（2000年12月5日）

1. アイノカタチ
2. マニュアル～Brandnew myself
3. ダーリン

- 夜桜デモクラシー/マニュアル（2001年12月1日）
- 雨と無知/アングラの中のポップカルチャー（2002年1月12日）
- ロマンチック・ゴーゴー（2002年5月13日）

1. ロマンチック・ゴーゴー
2. 雨と無知
3. 鬱の舞姫 （カセットとはアレンジ違い）
4. 夜桜デモクラシー
5. 二人の行方
6. アングラの中のポップカルチャー （2001年4月29日横浜セブンスアベニュー配布ビデオ音源とはアレンジ違い）
7. マニュアル （「朱版」とはアレンジ違い）
8. ありがとう

- 夢で逢えたら/風の花（2002年10月19日）
- ダーリン（2003年1月27日） （「朱版」とはアレンジ違い）
- ジーザス!?（2003年2月24日）
- フィーバー!!（2003年3月30日）
- フィーバー!!フィーバー!!（2003年6月7日）

1. 紫苑のテーマ♯１
2. フィーバー!!
3. もう少し...あと少し...
4. ダーリン
5. 風の花
6. 別れ際のキッス
7. 夢で逢えたら
8. ジーザス！？
9. セレナーデ
10. 世界の果てまで （配布カセットとはアレンジ違い）
11. 紫苑のテーマ♯２

### メジャー

#### ビデオシングル
- 愛と感動のビデオ　第1弾　Leｔ's アバンチュール（2003年7月23日）
- 愛と感動のビデオ　第2弾　ギラギラ（2003年8月20日）

#### CDシングル
- ロマンチック・ゴー・ゴー（2003年10月22日）

1. ロマンチック・ゴー・ゴー （インディーズ音源とはアレンジ違い）
2. 愛の弾丸
3. 会いたいよ

- 愛しのマイレディー（2004年3月10日）

1. 愛しのマイレディー
2. ライクァポルノ
3. I LOVE YOU いつまでも

- ダーリング/愛が欲しい（2004年7月14日）

1. ダーリング - 沢田研二のカバー
2. 愛が欲しい - OVA『僕は妹に恋をする』エンディングテーマ
3. 真夏の太陽～君に届けたい～

#### 企画CD
- 止まった時計 （2004年12月）